# Френк Браннер
Френк Браннер (англ. Frank Brunner; нар. 21 лютого 1949) — американський художник коміксів та ілюстратор, найбільш відомий своєю роботою в Marvel Comics у 1970-х роках.

## Раннє життя
Браннер навчався у Вищій школі мистецтва та дизайну Мангеттена. Він був у тому ж випускному класі, що й Ларрі Гама та Ральф Різ. Навчався в кіношколі Нью-Йоркського університету.

## Кар'єра

### Комікси
Браннер почав займатися коміксами як сценарист-художник жахів для журналів чорно-білих коміксів Web of Horror, Creepy, Eerie та Vampirella. Його першою роботою для Marvel Comics було написання 11-сторінкової резервної історії Спостерігачі у The Silver Surfer № 6 (червень 1969). Найвідомішою роботою Бруннера в кольорових коміксах є його співпраця Marvel Comics із письменником Стівом Енглгартом над надприродним героєм Доктором Стренджем у Marvel Premiere № 9–14 (липень 1973 — березень 1974) та у «Доктор Стрендж: майстер містичного мистецтва» № 1–2 і № 4–5 (червень–серпень 1974 р. та жовтень–грудень 1974 р.). Ці двоє вбили наставника доктора Стренджа, Старійшину, і Стрендж став новим Верховним Чарівником. Енглгарт і Бруннер створили багатопроблемну сюжетну лінію, у якій чаклун, на ім'я Сайс-Неґ («Буття» пишеться назад) повертається в історію, збираючи всю магічну енергію, доки не досягає початку Всесвіту, стає всемогутнім і створює його заново, залишаючи Стренджу гадати, чи було це, як це не парадоксально, оригінальним твором. Стен Лі, побачивши випуск після публікації, наказав Енглгарту та Бруннеру надрукувати спростування, у якому говорилося, що це не Бог, а бог, щоб не образити релігійних читачів. Письменник і художник придумав фальшивий лист від вигаданого міністра, який хвалив цю історію, і надіслав його до Marvel з Техасу; Marvel мимоволі надрукувала листа та скасувала замовлення на відкликання. У 2010 році Comics Bulletin поставив роботу над фільмом «Доктор Стрендж» Енглгарта та Бруннера на дев'яте місце у своєму списку «10 найкращих чудес 1970-х».
Інші заслуги Marvel включають перші дві сольні історії Говарда Качки в Giant-Size Man-Thing № 4 і № 5 (травень і серпень 1975) і перші два випуски серії коміксів про Говарда Качку (січень і березень 1976), а також антології Палата холоду, Привид жаху і Невідомі світи наукової фантастики. Він малював обкладинки для надприродного серіалу «Гробниця Дракули» та серіалу про болотних монстрів «Людина-річ».
Також для Marvel Браннер адаптував героя Роберта Говарда про меч і чари Конана Варвара в 42-сторінковій історії «Червона цитадель» і написав багато обкладинок для подібних серіалів «Руда Соня» та «Дикий меч Конана». У 1979 році Бруннер покинув Marvel та написав есе в The Comics Journal, в якому заявив, що «відчував, що роман з коміксами закінчився».
Бруннер і романіст Майкл Муркок співпрацювали над екранізацією коміксів Муркокового героя про меч і чаклунство Елріка в журналі Heavy Metal. Він був передрукований у видавництві Майка Фрідріха Star Reach Greatest Hits.
Бруннер ненадовго повернувся до коміксів на початку 1980-х як художник першого коміксу під назвою Warp!, заснований на науково-фантастичній виставі, яка недовго йшла на Бродвеї в 1970-х роках. Потім він написав і намалював графічний роман «Сім самураїв» (1984), науково-фантастичну версію класичного фільму «Сім самураїв».

### Кіно і телебачення
Бруннер переїхав до Голлівуду та почав кар'єру в кіно та телевізійній анімації, працюючи над проєктами для Hanna-Barbera (Jonny Quest), Walt Disney Imagineering (Euro Tomorrowland movie), Warner Bros (попереднє виробництво дизайну Бетмена) та DreamWorks (Invasion USA). Він був керівником дизайну персонажів мультсеріалу Fox «Люди Ікс».

### Книги
- Містика Браннера (Серія «Покажчик художників» Том перший) (Гендрік Шарплз і Стівен Р. Джонсон, березень 1976 р.)
- Красуні Браннера (Eros Comix, серпень 1993)
- Очі світла: фентезійне мистецтво Франка Бруннера (Vanguard Productions, 2002)
- Міфос: Фантастичні світи Френка Бруннера (Vanguard Productions, 2007)

### Комікси та журнали
Мистецтво інтер'єру (крім випадків, коли зазначено) включає:

#### First Comics
- Деформація! № 1–9 (1983)

#### Marvel Comics
- Chamber of Chills № 2-4 (1973)
- Doctor Strange № 1-5 (також обкладинки) (1974)
- Giant-Size Man-Thing № 4-5 (1975) (перші два сольні виступи Говарда Качки)
- Howard the Duck № 1-2 (також обкладинки) (1976)
- Marvel Premiere (серія про Доктора Стренджа) № 4 (чорнило); № 6, 9-14 (1972—1974)
- Monsters Unleashed № 2 (1973)
- Mystic Hands of Dr. Strange № 1 (2010)
- Savage Sword of Conan № 30 (1978)
- Silver Surfer № 6 (туш) (1969)
- Unknown Worlds of Science Fiction № 1 (1975)

#### Star Reach
- Квак № 1, 6 (1976—1977)
- Star Reach № 3 (також пофарбована обкладинка); № 10, 12 (лише обкладинки) (1974—1977)

#### Warren Publishing
- Creepy № 39, 45 (1971—1972)
- Eerie № 35 (1971)
- Vampirella № 10 (1971)

#### Інші видавництва
- Пригоди Кріссі Клаус № 31 (обкладинка)
- Плотські втіхи Бруннера № 1 (обкладинка) (Carnal)
- Замок Франкенштейна (Kable News)
- Crawdaddy!
- Flare № 29 (обкладинка) (Hero)
- Flare Adventures № 13, 15-19 (обкладинки) (Hero)
- Monster Times
- Руда Соня № 2 (обкладинка) (Dynamite Entertainment)
- Невідомі світи Френка Бруннера (обкладинка) (Eclipse Comics)
- Silver Comics № 1, 4, 6 (обкладинки) (Silver)
- Karmatron № 20 (обкладинка та ілюстрація, 1987) (Cepsa)
- Війна світів (обкладинки) (Best Sellers Illustrated)
- Witchgirls Inc. № 1-3, 5 (обкладинки)
- Wild Stars № 1-6 (обкладинки) (Little Rocket)

### Мистецькі портфоліо
- Плоть і фантазія Бран Мак Морн
- Елрік
- Аліса у Дивокраї
- Аліса в Задзеркаллі (Аліса II)
- Буревісник (Елрік II)
- Плоть і фантазія II
- Легенди Арзака

### Колекційні картки (Topps)
- Парк Юрського періоду
- Зоряні війни. Галактика
- Вампірела
- Марс атакує
- Шістка сатани

### Фільми

#### Жива дія
- Жах підземелля
- Час від часу (Дісней)
- Доктор Стрендж (CBS)
- Дівчата з долини динозаврів

#### Анімація
- The Real Adventures of Jonny Quest
- Sky Commanders
- Dark Water
- Dino-Riders
- Once Upon a Forest (feature)
- X-Men (1992—1995)
- Darkstalkers
- Skeleton Warriors
- Extreme Ghostbusters

### Обкладинки альбомів
- Вірний подих
- Довіритель
- Некрономікон (німецькі геві-метал гурти)
- Veto (данський геві-метал гурт)

### Принти плакатів
- Феєрична принцеса (Dreamweaver Studios)
- Чотири королеви Таро (кольорові)
- Приплив мрій (Dreamweaver)
- Іди запитай Алісу (Dreamweaver)
- Рейдери загубленого яйця (Vanguard)

## Подальше читання
- «Містика Бруннера», інтерв'ю: Spectrum Magazine № 3
- Інформація Star*Reach, на яку посилається Comic Book Artist № 2